# Vitulazio
Vitulazio là một đô thị ở tỉnh Caserta trong vùng Campania của Ý, có vị trí cách khoảng 35 km về phía bắc của Naples and about 15 km về phía tây bắc của Caserta. Tại thời điểm ngày 31 tháng 12 năm 2004, đô thị này có dân số 5.613 người và diện tích là 22,7 km².
Vitulazio giáp các đô thị: Bellona, Camigliano, Capua, Grazzanise, Pastorano, Pignataro Maggiore.